# Fagotconcert (Aho)
De Finse componist Kalevi Aho voltooide zijn Fagotconcert in 2004.
Het was geschreven voor Bence Bogányi, de fagottist van het Filharmonisch Orkest van Helsinki. Die combinatie gaf dan ook onder leiding van John Stargårds de première op 13 oktober 2005.
Aho liet naar eigen zeggen de fagot klinken in een orkestpalet. Hij is te horen in combinatie met hoorns en oboe d'amore, strijkinstrumenten etc. De componist bouwde relatief veel orkestwerk in, zodat de solist even kon bijkomen van de moeilijke partij, een aanslag op adem en embouchure met glissandi, boventonen, meerstemmig blazen en microtonaliteit. Het werk staat vol met maatwisselingen. Het concert heeft een vierdelige opzet:
- Andante
- Vivace
- Passacaglia met aansluitende cadens overgaand in
- Presto.

Het concert kreeg in 2016 een Nederlands tintje. De fagottist Bram van Sambeek speelde het werk en nam het ook op voor Bis Records. In het VPRO-programma Vrije Geluiden gaf hij een uitvoering van de vrij rustige cadens.
Het concert maakt deel uit van een opdracht die de componist zichzelf gegeven heeft om voor ieder gangbaar muziekinstrument een concerto te schrijven.
Orkestratie:
- solofagot
- 2 dwarsfluiten (I ook piccolo), 2 hobo's (II ook oboe d'amore), 2 klarinetten, 2 fagot (II ook contrafagot)
- 3 hoorns, 2 trompetten, 1 trombone, 1 bastrombone, 1 tuba
- pauken, 2 man/vrouw percussie, piano/celesta
- violen, altviolen, celli, contrabassen